# Château de Kerlo (Tarn)
Pour l’article homonyme, voir Château de Kerlo.
Le château de Kerlo, est un château situé à Rouairoux, dans le Tarn (France).

## Historique
Le château de Kerlo est un édifice bâti au XIXe siècle, dans les années 1850, par de riches propriétaires terriens. Il appartient depuis la fin du XXe siècle à une famille néerlandaise, les Hoogeveen, qui y vivent à l'année.
Il est généralement ouvert au public lors des Journées européennes du Patrimoine, à l'occasion desquels des événements sont aussi organisés.

## Architecture
- Si vous ne connaissez pas le sujet, laissez ce bandeau (vous pouvez alors contacter les auteurs).
- Si vous supprimez le contenu mis en cause (vous pouvez préalablement contacter les auteurs),

argumentez précisément cette suppression dans la page de discussion
(un manque de référence n'est pas un argument ; une recherche réelle de référence doit avoir été effectuée, être formellement documentée).

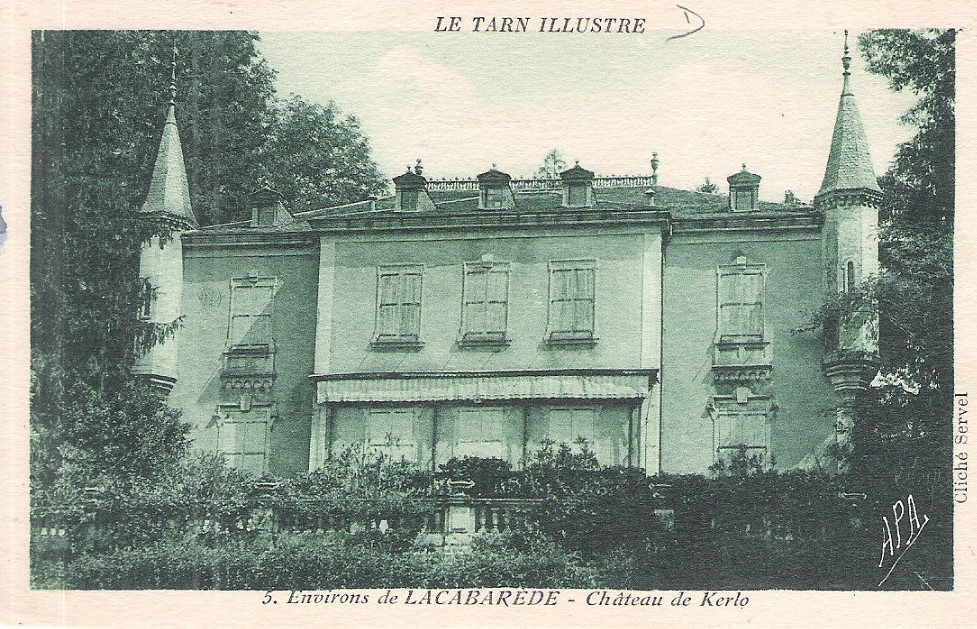
Carte postale

Perché sur une colline boisée, le château de Kerlo domine le village voisin de Lacabarède. Il se présente sous la forme d'un corps de logis rectangulaire sur deux étages. La façade principale, au sud, se décompose en cinq travées, dont les trois centrales sont en légère saillie. Elle est flanquée de deux fines échauguettes en encorbellement, et s'ouvre sur une charmante terrasse à balustrade. Les toitures sont en ardoises.
Le domaine du château présente aussi de nombreuses dépendances.